# Ayse
Ayse (anomenat habitualment Ayze) és un municipi francès situat al departament de l'Alta Savoia i a la regió d'Alvèrnia-Roine-Alps. L'any 2007 tenia 1.944 habitants.

## Demografia

### Població
El 2007 la població de fet d'Ayse era de 1.944 persones. Hi havia 773 famílies de les quals 164 eren unipersonals (64 homes vivint sols i 100 dones vivint soles), 272 parelles sense fills, 301 parelles amb fills i 36 famílies monoparentals amb fills.
La població ha evolucionat segons el següent gràfic:
Habitants censats

### Habitatges
El 2007 hi havia 894 habitatges, 785 eren l'habitatge principal de la família, 39 eren segones residències i 70 estaven desocupats. 730 eren cases i 160 eren apartaments. Dels 785 habitatges principals, 613 estaven ocupats pels seus propietaris, 141 estaven llogats i ocupats pels llogaters i 31 estaven cedits a títol gratuït; 12 tenien una cambra, 68 en tenien dues, 113 en tenien tres, 222 en tenien quatre i 370 en tenien cinc o més. 716 habitatges disposaven pel capbaix d'una plaça de pàrquing. A 294 habitatges hi havia un automòbil i a 459 n'hi havia dos o més.

### Piràmide de població
La piràmide de població per edats i sexe el 2009 era:
| Homes | Edats   | Dones |
| ----- | ------- | ----- |
| 0     | 95 o +  | 8     |
| 4     | 90 a 94 | 0     |
| 0     | 85 a 89 | 16    |
| 8     | 80 a 84 | 16    |
| 4     | 75 a 79 | 32    |
| 16    | 70 a 74 | 16    |
| 48    | 65 a 69 | 40    |
| 44    | 60 a 64 | 52    |
| 56    | 55 a 59 | 68    |
| 80    | 50 a 54 | 88    |
| 108   | 45 a 49 | 88    |
| 68    | 40 a 44 | 52    |
| 56    | 35 a 39 | 56    |
| 84    | 30 a 34 | 80    |
| 36    | 25 a 29 | 40    |
| 60    | 20 a 24 | 32    |
| 88    | 15 a 19 | 68    |
| 60    | 10 a 14 | 44    |
| 60    | 5 a 9   | 44    |
| 44    | 0 a 4   | 44    |

## Economia
El 2007 la població en edat de treballar era de 1.293 persones, 977 eren actives i 316 eren inactives. De les 977 persones actives 921 estaven ocupades (489 homes i 432 dones) i 56 estaven aturades (20 homes i 36 dones). De les 316 persones inactives 136 estaven jubilades, 100 estaven estudiant i 80 estaven classificades com a «altres inactius».

### Ingressos
El 2009 a Ayse hi havia 799 unitats fiscals que integraven 2.022,5 persones, la mediana anual d'ingressos fiscals per persona era de 25.352 €.

### Activitats econòmiques
Dels 91 establiments que hi havia el 2007, 1 era d'una empresa extractiva, 1 d'una empresa alimentària, 1 d'una empresa de fabricació de material elèctric, 14 d'empreses de fabricació d'altres productes industrials, 24 d'empreses de construcció, 15 d'empreses de comerç i reparació d'automòbils, 1 d'una empresa de transport, 6 d'empreses d'hostatgeria i restauració, 1 d'una empresa d'informació i comunicació, 3 d'empreses financeres, 2 d'empreses immobiliàries, 8 d'empreses de serveis, 12 d'entitats de l'administració pública i 2 d'empreses classificades com a «altres activitats de serveis».
Dels 28 establiments de servei als particulars que hi havia el 2009, 6 eren tallers de reparació d'automòbils i de material agrícola, 4 paletes, 2 guixaires pintors, 6 fusteries, 3 lampisteries, 2 electricistes, 1 empresa de construcció i 4 restaurants.
L'únic establiment comercial que hi havia el 2009 era una botiga de menys de 120 m².
L'any 2000 a Ayse hi havia 25 explotacions agrícoles que ocupaven un total de 72 hectàrees.

## Equipaments sanitaris i escolars
El 2009 hi havia 1 escola maternal i 1 escola elemental.

## Poblacions properes
El següent diagrama mostra les poblacions més properes.